# Antiplanes profundicola
Antiplanes profundicola é uma espécie de gastrópode do gênero Antiplanes, pertencente a família Pseudomelatomidae.